# Abydosaurus
Az Abydosaurus (jelentése: "Abüdoszi gyík") az Egyesült Államokban felfedezett közepes méretű Brachiosauridaesauropoda dinoszaurusz nemzetség.
A Utah állam kora kréta időszakból származó szikláiban található koponyából és egyéb fosszilis maradványokból ismert dinoszaurusz nemzetséget először Daniel J. Chureés, Brooks B. Britt paleontológusok írtak le 2010-ben.

## Felfedezése
A fosszíliákat a Cedar-hegységben, egy kréta kori folyóhomokkő-ágyban fedezték fel, amely több, mint 98 millió éves. A 2000‑es években számos értékes dinoszaurusz fosszília került elő a térségből, többek között különböző ankylosauridák és theropodák.
A homokkő alatti finomszemcsés üledékes kőzetből származó cirkonokból a kutatók megállapították a kőzet korát, miszerint a kövületek kora nagyjából 105 millió év, mely a kora kréta albai szakasza. Kihalásuk a cénomániai korszakra tehető – melynek végén egy kisebb kihalási esemény következett be.
Bár az Abydosaurus körülbelül 40 millió évvel a Giraffatitan után élt, e két nemzetség koponyája nagyon hasonló. Az egyetlen eltérés az Abydosaurus keskenyebb, élesebb foga és kisebb orra. Az Abydosaurus a többi szauropodától az orr- és állcsontok finom jellemzői, viszonylag kicsi külső orrnyílásai és a fogak néhány jellemzője alapján különböztethető meg.
2012-ben Thomas Holtz 18,3 méterre becsülte az Abydosaurus hosszát, tömegét pedig két elefántnyira, mely nagyjából 10–12 tonnának felel meg.

## Leírása
Az Abydosaurus egyike azon kevés szauropodának, amelyet a jól megőrződött koponya alapján ismernek. Az Amerikából származó kréta korú szauropodák első komplett koponyája az Abydosaurusé, mely körülbelül 50 cm hosszúságú. Tekintve, hogy a szauropodák koponyája vékony, törékeny csontokból állt, amelyek ritkán maradtak meg egészben az esetleges foszillizálódásuk során, az Abydosaurus fontos és jelentős maradványnak tekinthető.
Orrnyílásaik a szauropodáknál ismert módon feltolódtak a homlokuk tetejéig. Keskeny, szorosan álló fogairól is nevezetes, ugyanis a korábbi Brachiosauridák fogai szélesebbek voltak. Életük során, ahogyan a legtöbb hüllő, sokszor váltották a fogaikat, a növényeket pedig, mint valamennyi szauropoda, egészben, rágás nélkül fogyasztották el. Bizonyos nézetek szerint ezek a szauropodák evolúciójuk során fokozatosan egyre vékonyabb, karcsúbb fogakat növesztettek, ami a fogak sűrűbb cserélődéséhez vezethetett, így biztosítva a fogak funkciójának állandóságát.

Az Abydosaurus DINO 16488 sorszámú holotípusa egy majdnem teljes koponya és alsó állkapocs alapján ismert, melyhez az első négy nyakcsigolya is hozzátartozik. Ugyanazon a helyen rengeteg koponyát és megkövesedett vázelemeket is találtak, köztük három részleges koponyát, egy részleges csípő- és kapcsolódó farokcsigolyát, egy vállpengét, egy felkarcsontot és kézcsontokat – ez utóbbiak egyenként nagyobbak, mint egy emberi kéz.

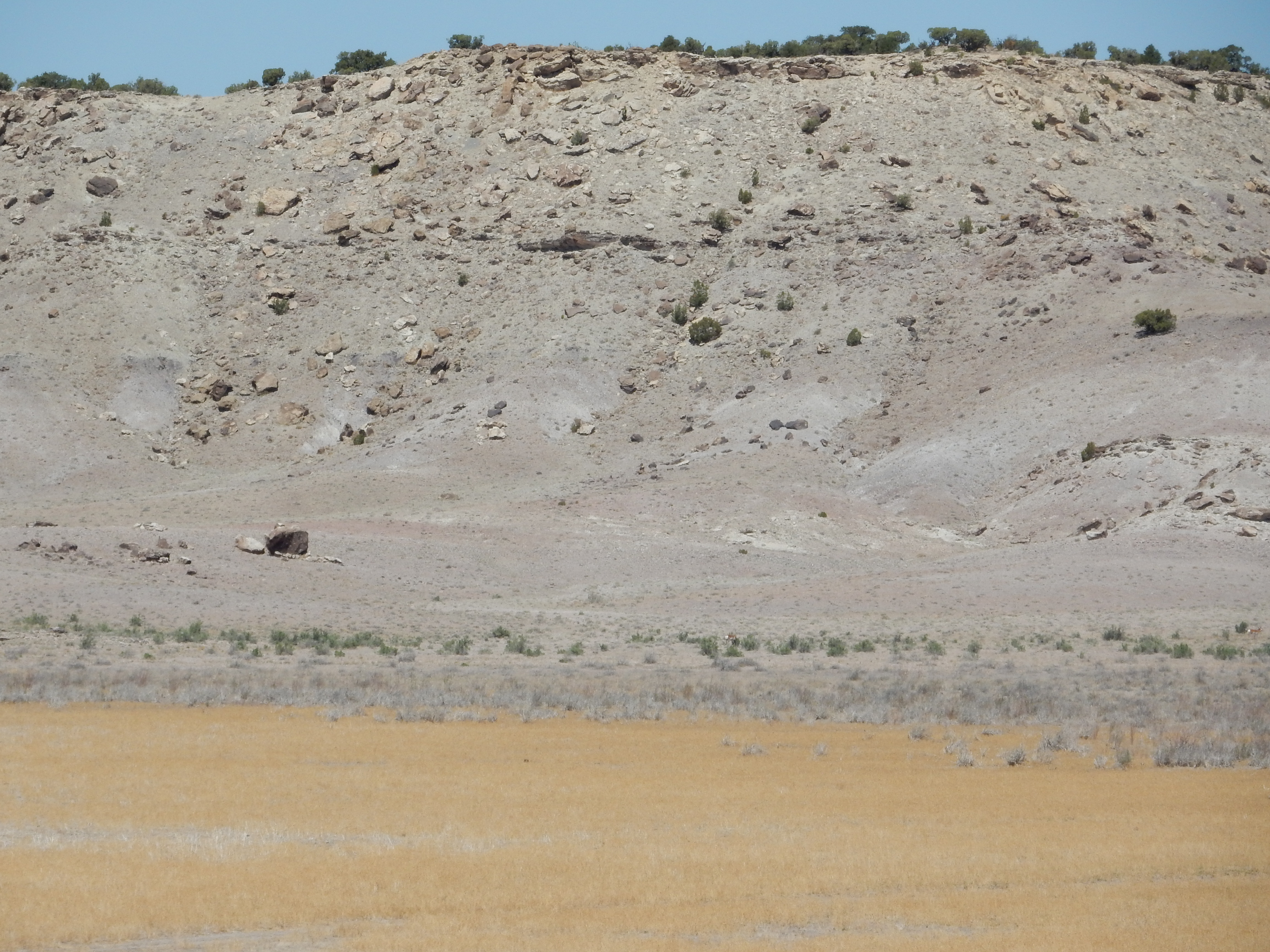
A Cedar-hegység, ahol az Abydosaurus maradványait is megtalálták

## Fordítás
Ez a szócikk részben vagy egészben  az   Abydosaurus című angol Wikipédia-szócikk ezen változatának fordításán alapul.  Az eredeti cikk szerkesztőit annak laptörténete sorolja fel. Ez a jelzés csupán a megfogalmazás eredetét és a szerzői jogokat jelzi, nem szolgál a cikkben szereplő információk forrásmegjelöléseként.